# أولغا بونداريفا
أولغا نيكولايفنا بونداريفا (27 أبريل 1937 - 9 ديسمبر 1991) (بالروسية: Ольга Николаевна Бондарева) هي عالمة رياضيات واقتصادية سوفييتية. ساهمت في مجال الاقتصاد الرياضي، وخاصة نظرية الألعاب.
اشتهرت بونداريفا بوضعها ل«نظرية شابلي-بونداريفا» (Bondareva–Shapley theorem) رُفقة الأمريكي لويد شابلي.

## مسيرتها
التحقت سنة 1954 بكلية الرياضيات والميكانيك بجامعة لينينغراد الحكومية (جامعة سانت بطرسبرغ الحكومية حاليا) وحصلت على درجة (kandidat) في عام 1963 تحت إشراف نيكولاي فوروبيوف. ودافعت عن أطروحتها في دكتوراة العلوم سنة 1984 في كلية الرياضيات الحاسوبية والتحكم الآلي بجامعة موسكو الحكومية.
من أكتوبر 1959 إلى أبريل 1972 عملت باحثة مبتدئة، ثم أستاذة مشاركة (في بحوث العمليات)، ثم باحثة في كلية الرياضيات والميكانيك في جامعة لينينغراد الحكومية. من يونيو 1972 إلى يوليو 1984 كانت باحثة في الكلية الاقتصادية لجامعة لينينغراد الحكومية، من يوليو 1984 إلى مارس 1989 باحثة في معهد الفيزياء، ومن أكتوبر 1989 إلى وفاتها عام 1991 باحثة رائدة في كلية الرياضيات والميكانيك بجامعة لينينغراد الحكومية.